# حالة منفردة

الحالة المنفردة على اليسار: الإلكترونان معكوسي العزم المغزلي، فالمحصلة s=0

الحالة المنفردة في ميكانيكا الكم هي حالة نظام جسيمات لهم عزم مغزلي
spin = 0, أي يكون للنظام قيمة واحدة لمحصلة العزم المغزلي ومساوية 0. ونتيجة لذلك نجد للحالة المفردة خط طيف واحد.  )
هذا بعكس الحالة الثنائية وفيها يوجد في النظام (الذرة) الكترون واحد، عزمه المغزلي يساوي 1/2 (ليس له زميل في نفس مستوى الطاقة) فيؤدي ذلك إلى ظهور خطي طيف للنظام، ولهذا فهي تسمى الحالة المزدوجة. (لأن الإلكترون في الذرة قد يكون له عزم مغزلي إلى أعلى أو إلى أسفل.)
كما توجد حالة في نظام (ذرة) حالة ثلاثية؛ وفيها يكون في النظام اثنين من الإلكترونات وعزمهما المغزلي في نفس الاتجاه فيكون مقداره 1 (لأن 1/2+1/2 =1)، فيبدي النظام ثلاثة (انقسامات) لخط الطيف فيصبح ثلاثة خطوط.
في الفيزياء النظرية تعني «الحالة المنفردة» وصفا لجسيم له عزم مغزلي مساويا للصفر. ولكنها يمكن ان تعني أيضا أن مجموعة جسيمات تترابط مع بعضها البعض في نظام بحيث تكون محصلة عزومهم المغزلية مساوية للصفر. الحالة المنفردة وحالات أخرى نواجهها في الفيزياء الذرية والفيزياء النووية حيث نحاول تعيين محصلة العزوم المغزلية لمجموعة مترابطة من الجسيمات. وقد تكون الجسيمات إلكترونات أو بروتونات أو نيوترونات أو حتى ذرات مرتبطة في جزيء.
الإلكترون له عزم مغزلي spin 1/2, ونظرا لأن اتجاه عزمه المغزلي (اتجاه مغناطيسيته) يمكن ان يكون إلى أعلى أو إلى أسفل، فبالتالي نجد أن له حالة ثنائية doublet state . وطبقا لتمثيل زمرة لاي فتمثل تلك الحالة رياضيا بالرمز
(2)SU . العزم المغزلي للإلكترونات في الذرة تجعل خط الطيف المنبعث من الذرة منشقا إلى خطين، أحدهما ناشيء عن إلكترون ذو سبين +1/2 والآخر عن الإلكترون ذو سبين -1/2.

## تأريخ
ان اصل تعبير (منفرد) singlet يحدث في نظام كمومي مترابط وله محصلة عزم دوراني مساويا 0، هذا النظام يصدر فوتونا ويبدي خط واحد للطيفsingle spectral line . كما توجد حالات أخرى يبدي النظام فيها خطين للطيف (حالة ثنائية doublet state) أو ثلاثة خطوط للطيف (حالة ثلاثية triplet state)
يعطى عدد الانقسامات (لخطوط الطيف) n بالمعادلة:
n = 2 s + 1
حيث s العزم المغزلي.

## وحدات ثابت بلانك
العزم المغزلي للإلكترون وطاقات الجسيمات بصفة عامة لها وحدات طاقة صغيرة جدا جدا، وبينت الطبيعة أن ثابت بلانك h يلعب دورا هاما في تمثيلها وتقديرها. كما اختصر الفيزيائيون ثابت بلانك فيما يسمى ثابت بلانك المخفض وهو ثابت بلانك مقسوما على {\displaystyle {2\pi }}. يستخدم ثابت بلانك المخفّض {\displaystyle \hbar } (وينطق إتش بار) في المجالات المختلفة للفيزياء، والتعبير عنه بالرمز {\displaystyle \hbar }
يساعد على اختصار المعادلات:
{\displaystyle \hbar \equiv {\frac {h}{2\pi }}}
وبناء على ذلك فقيمة {\displaystyle \hbar } تساوي بوحدات (جول. ثانية) أو إلكترون فولت.ثانية هي:
{\displaystyle \hbar \equiv {\frac {h}{2\pi }}=1.054\ 571\times 10^{-34}\ {\mbox{J}}\cdot {\mbox{s}}}
وهي كمية طاقة صغيرة جدا كما نرى، ولا يوجد في الطبيعة ما هو أصغر منها؛ بل هو عماد الظاهرة الكمومية.

## حالة نظام جسيمات
بالمثل، إذا كان لدينا نظاما مكونا من إلكترونين، عندئذ يمكننا تعيين محصلة عزمهما المغزلي عن طريق تطبيق المعامل الكمومي {\displaystyle \left({\vec {S}}_{1}+{\vec {S}}_{2}\right)^{2}}, حيث يتعامل {\displaystyle {\vec {S}}_{1}} مع الإلكترون 1 والمعامل {\displaystyle {\vec {S}}_{2}} على الإلكترون 2. عندئذ نجد حالتين ممكنتين للعزمين المغزليين، وهما إما أن تكون القيمة الكمومية spin-0 أو spin-1.
وكل من القيمتين الكموميتين تكون له عدة حالات كمومية. فالقيمة "spin-0" تسمى حالة منفردة singlet ، وهي تشمل حالة واحدة (وهي تُظهر خط طيفي واحد)؛ وأما القيمة "spin-1" فلها ثلاثة حالات، ولذلك تسمى حالة ثلاثية triplet state (ويظهر طيفها 3 خطوط طيفية).

## اقرأ أيضا
| - عدد الكم الرئيسي - عدد الكم المغناطيسي - عدد الكم المداري - نموذج بور للذرة - رنين مغناطيسي إلكتروني - حالة ثلاثية | - تأثير زيمان - تأثير شتارك - رنين مغناطيسي إلكتروني - حالة ثنائية - غلوون |  |